# 新川完二
新川 完二（しんかわ かんじ、1918年3月31日 - 没年不明 ）は、立浪部屋に所属した元大相撲力士。本名は河邊 完二。現在の東京都中央区出身。179cm、75kg。最高位は西十両8枚目。得意技は突っ張り。

## 経歴
1936年1月場所に初土俵。1945年11月場所に十両昇進。1946年11月場所限り廃業した。四股名は新川に因んだ。

## 主な成績
- 通算成績：75勝77敗  勝率.493
- 十両成績：7勝16敗  勝率.304
- 現役在位：22場所
- 十両在位：2場所

### 場所別成績
| 1936年 （昭和11年） | （前相撲）         | （前相撲）            | x                       |
| 1937年 （昭和12年） | 西序ノ口18枚目 2–4 | 西序二段38枚目 3–4    | x                       |
| 1938年 （昭和13年） | 東序二段28枚目 3–4 | 西序二段25枚目 5–2    | x                       |
| 1939年 （昭和14年） | 西三段目31枚目 4–3 | 西三段目4枚目 6–2     | x                       |
| 1940年 （昭和15年） | 西幕下29枚目 5–3   | 西幕下9枚目 2–6       | x                       |
| 1941年 （昭和16年） | 東幕下22枚目 6–2   | 西幕下8枚目 4–4       | x                       |
| 1942年 （昭和17年） | 東幕下7枚目 2–6    | 西幕下23枚目 5–3      | x                       |
| 1943年 （昭和18年） | 東幕下12枚目 5–3   | 西幕下7枚目 4–4       | x                       |
| 1944年 （昭和19年） | 東幕下6枚目 3–5    | 東幕下15枚目 2–3      | 西幕下17枚目 3–2        |
| 1945年 （昭和20年） | x                  | 東幕下7枚目 4–1       | 東十両11枚目 5–5        |
| 1946年 （昭和21年） | x                  | 国技館修理 のため中止 | 西十両8枚目 引退 2–11–0 |
| 各欄の数字は、「勝ち-負け-休場」を示す。 優勝 引退 休場 十両 幕下 三賞：敢=敢闘賞、殊=殊勲賞、技=技能賞 その他：★=金星 番付階級：幕内 - 十両 - 幕下 - 三段目 - 序二段 - 序ノ口 幕内序列：横綱 - 大関 - 関脇 - 小結 - 前頭（「#数字」は各位内の序列） |                    |                       |                         |

## 改名歴
- 新川 完二（しんかわ かんじ）1936年1月場所 - 1946年11月場所